# Ryan Bedford
Ryan Bedford (ur. 20 października 1986 w Yumie) – amerykański łyżwiarz szybki startujący także w short tracku.

## Kariera
Największe sukcesy w karierze Ryan Bedford osiągnął w 2009 roku, kiedy zdobył dwa medale na międzynarodowych imprezach. Najpierw wspólnie z Brianem Hansenem i Trevorem Marsicano zdobył brązowy medal w biegu drużynowym podczas dystansowych mistrzostw świata w Richmond. Miesiąc później razem z Johnem Celskim, Jordanem Malone'em i Apolo Antonem Ohno zwyciężył w sztafecie podczas mistrzostw świata w short tracku w Wiedniu. W 2010 roku brał udział w igrzyskach olimpijskich w Vancouver, gdzie zajął dwunaste miejsce na dystansie 10 000 m. Wielokrotnie startował w indywidualnych zawodach Pucharu Świata w łyżwiarstwie szybkim, jednak nigdy nie stanął na podium. Dokonał tego w drużynie, 14 marca 2010 roku w Heerenveen zajmując trzecie miejsce. Najlepsze wyniki osiągnął w sezonie 2008/2009, kiedy zajął 24. miejsce w klasyfikacji końcowej 5000/10 000 m.